# Ла Кастањина (Болоња)
Ла Кастањина (итал. La Castagnina) је насеље у Италији у округу Болоња, региону Емилија-Ромања.
Према процени из 2011. у насељу је живело 13 становника. Насеље се налази на надморској висини од 32 м.